# Xã Stoney Creek, Quận Randolph, Indiana
Xã Stoney Creek (tiếng Anh: Stoney Creek Township) là một xã thuộc quận Randolph, tiểu bang Indiana, Hoa Kỳ. Năm 2010, dân số của xã này là 990 người.